# Вођ
Вођ (арап. وحي‎) - (арап. waħj ) у исламу откровење, сакривен и брз начин за слање порука пророка директно или преко посредника. Ове поруке су јасне и недвосмислене. Најважнији је концепт исламске вјере.

## Опис ријечи
У исламском вјеровању, откровење је Ријеч Божја. Његови изабрани појединци познати cу као Божији посланици. Куран сматра да је „Вођ“ дат пророку Мухамеду. Ријеч „вођа“ арапски (اوحى ваха) „неко ко води“, јавља се у великом броју нијанси и значења. Ријеч „вођ“ (откровење) изведена је из ријечи „вођа“.

## Традиција
Конкретно, откровење Куран казује стихом: „Човјек није достојан разговора са Алахом другчије него преко откровења, или кроз завјесу његових посланика који ће извјестити по дозволи жељу његову. Ваистину! Он хоће cигурно - велики, мудри " (42: 51).
На основу овог стиха може се рећи да откривење може да се пренесе:
1. путем инспирације и увида
2. било којим признацима
3. пророцима, преко анђела Џибрилa